# Njabuliso Simelane
Njabuliso Simelane (ur. 22 listopada 1979) – suazyjski piłkarz grający na pozycji bramkarza. W swojej karierze rozegrał 23 mecze w reprezentacji Eswatini.

## Kariera klubowa
Do 2012 roku Simelane grał w klubie Green Mamba FC. Z nim między innymi wywalczył mistrzostwo kraju w sezonie 2010/2011, dwa wicemistrzostwa w sezonach 2004/2005 i 2006/2007 oraz Puchar Eswatini w 2012 roku. W 2012 roku przeszedł do Malanti Chiefs FC, w którym grał do końca swojej kariery, czyli do 2014 roku. Wraz z Malanti Chiefs został mistrzem kraju w sezonie 2012/2013.

## Kariera reprezentacyjna
W reprezentacji Eswatini Simelane zadebiutował 31 maja 2004 w zremisowanym 1:1 towarzyskim meczu z Mozambikiem. Od 2004 do 2011 wystąpił w kadrze narodowej 23 razy.